# Karl Petersson
Karl Heinrich Albert Petersson (* 5. Dezember 1879 in Hamburg; † 15. Juni 1950 in Bremen) war ein deutscher Politiker (SPD).

## Leben
Karl Petersson war der Sohn eines Maschinisten. Nach dem Volksschulabschluss absolvierte er eine Lehre als Schlosser und Klempner. Danach arbeitete er bis 1906 als Maschinenbauer in Hamburg. 1904 heiratete er Hulda, geb. Stahlke (* 1876), mit der er zwei Kinder bekam und ein Pflegekind betreute. Von Januar 1907 bis Januar 1920 war er als Redakteur beim Hamburger Echo tätig.
Petersson trat 1904 in die SPD ein. Er war seit November 1919 Mitglied des Magistrats und seit Februar 1920 hauptamtlicher Bürgermeister der Stadt Goldberg. 1920 wurde er in den Mecklenburg-Schwerinschen Landtag gewählt, dem er bis 1921 angehörte. Vom 19. Januar bis zum 20. April 1921 amtierte er als Staatsminister der Finanzen in der von Ministerpräsident Johannes Stelling geführten Regierung des Freistaates Mecklenburg-Schwerin. Anstelle des gewählten Karl Heinrich Evers übernahm er auch die kommissarische Leitung des Ministeriums für Landwirtschaft, Domänen und Forsten.
Im April 1921 wurde Petersson in den Medien vorgeworfen, seinen Vorgänger Fritz Dettmann im Wahlkampf bewusst fälschlich des Steuerbetrugs bezichtigt zu haben. Damit war er für die SPD nicht mehr tragbar und trat einige Tage nach seiner zweiten Wahl als Minister gezwungenermaßen zurück. Seine Nachfolge trat Julius Asch an.
Petersson übernahm ab April 1921 das Amt des Bürgermeisters von Lehe. Nachdem die Stadt sich 1924 mit Geestemünde zu Wesermünde vereinigt hatte, wurde er dessen Bürgermeister sowie Leiter des Wohlfahrtsamtes. Im November 1930 schied er auf Druck der SPD aus dem Amt, um einem möglichen Disziplinarverfahren zuvorzukommen. Im Monat darauf trat er auch aus der Partei aus. Grund war die finanzielle Situation Peterssons. Er hatte sich durch den Kauf einer Villa mit teurer Ausstattung hoch verschuldet und eine Reihe von Privatkrediten aufgenommen, ohne dass die Chance einer Rückzahlung bestand. 1931 wurde er daher wegen Betrugs zunächst vom Schöffengericht Wesermünde zu neun Monaten und in der Berufung von der großen Strafkammer des Landgerichts Verden zu zwölf Monaten Haft verurteilt.
Nach seiner Haftentlassung im August 1932 lebte Petersson zunächst in Neuenkirchen. 1934 wurde nach § 4 BGB seine Pension gestrichen, auf deren Hälfte er bereits bei seinem Rücktritt verzichtet hatte. Zunächst lebte er einige Monate von der Fürsorge, danach arbeitete er in Bremen bei der Arbeitsstätten GmbH und ab 1939 als Reisevertreter bei dem Unternehmen Kohrs. Von 1940 bis 1944 war er als selbständiger Handelsvertreter tätig. Ab 1945 betrieb er ein Export- und Versandgeschäft in Bremen. Dort starb er mit 70 Jahren nach einem Unfall.